# C23H30N4O3
化学式C23H30N4O3（摩尔质量：410.518 g/mol）可能指：
- 丙托吡尼秦（英语：protonitazene），CAS号：95958-84-2
- 依替氮卓（英语：isotonitazene），CAS号：14188-81-9
- α'-甲基依托尼秦（英语：Α'-Methyletonitazene），CAS号：？

|  | 这个同类索引页列出了具有相同分子式的化学物（即同分異構體）条目。 除非您是有意链接至本页，否则应将相应条目的内部链接指向正确的条目。 |